# Федорчук, Пётр Юрьевич
Пётр Юрьевич Федорчук (укр. Петро Юрійович Федорчук, позывной — Гуцул; 12 июля 1995, Верховина — 12 апреля 2022, Волноваха) — украинский военнослужащий, младший сержант, участник российско-украинской войны. Герой Украины (2024, посмертно).

## Биография
Родился в посёлке Верховина Ивано-Франковской области. Позже семья переехала в село Яворник, где Пётр окончил Зеленскую школу. Его отец служил в Верховинском военкомате.
В 2016 году Пётр подписал контракт с Вооружёнными силами Украины, прошёл обучение в Старичах и выбрал службу в морской пехоте, дислоцированной в Николаеве. В течение шести лет участвовал в боевых действиях в зоне АТО/ООС, служил в 36-й отдельной бригаде морской пехоты.
С декабря 2021 года его подразделение находилось в Мариуполе. После тяжёлых боёв на заводе имени Ильича в апреле 2022 года морпехи пытались выйти из окружения. Дойдя до реки в оккупированной Волновахи, Пётр, получивший многочисленные контузии, не смог продолжить путь. 12 апреля 2022 года он был захвачен, подвергнут допросам и пыткам, после чего был расстрелян.
Тело Петра было возвращено Украине в марте 2023 года и опознано 26 мая 2023 года.
Похоронен 1 июня 2023 года в селе Зелёное Верховинского района.

## Награды
- Звание «Герой Украины» с удостоением ордена «Золотая Звезда» (5 июля 2024, посмертно) — за личное мужество и героизм, проявленные в защите государственного суверенитета и территориальной целостности Украины, верность военной присяге[2].
- Орден «За мужество» III степени (2022, посмертно) — за личное мужество и самоотверженные действия, проявленные в защите государственного суверенитета и территориальной целостности Украины, верность военной присяге.